# Wojska Łączności Federacji Rosyjskiej
Wojska Łączności – rodzaj wojsk w składzie Wojsk Lądowych Sił Zbrojnych Federacji Rosyjskiej.